# Smartick
Smartick é um start-up fundado em 2009 na Espanha que desenvolve software para aprendizagem e ensino de matemática e leitura no ensino fundamental através do Método Smartick. Criado por Javier Arroyo e Daniel González.
Além de sua versão desktop, tem um aplicativo para iOS e Android. Atualmente, ela está presente em 36 países.

## História
O método Smartick nasceu em 2009 devido a uma investigação sobre a utilidade dos métodos de ensino do passado, mas devido ao surgimento da tecnologia, eles estavam ultrapassados. Javier Arroyo e Daniel González criaram um sistema de ensino online inspirado no método Kumon com um empréstimo de 100.000 dólares e com a ajuda da família e dos amigos.
Nesse mesmo ano, abriram o primeiro escritório da Smartick em Málaga. .Atualmente, ela está em 36 países.

## Programa
O Método Smartick distribui os blocos de conteúdo de matemática, programação, lógica, leitura, pensamento crítico e habilidades de compreensão de leitura através de tutoriais, exercícios, quebra-cabeças, testes cognitivos e realidade aumentada.